# Bergpostweg

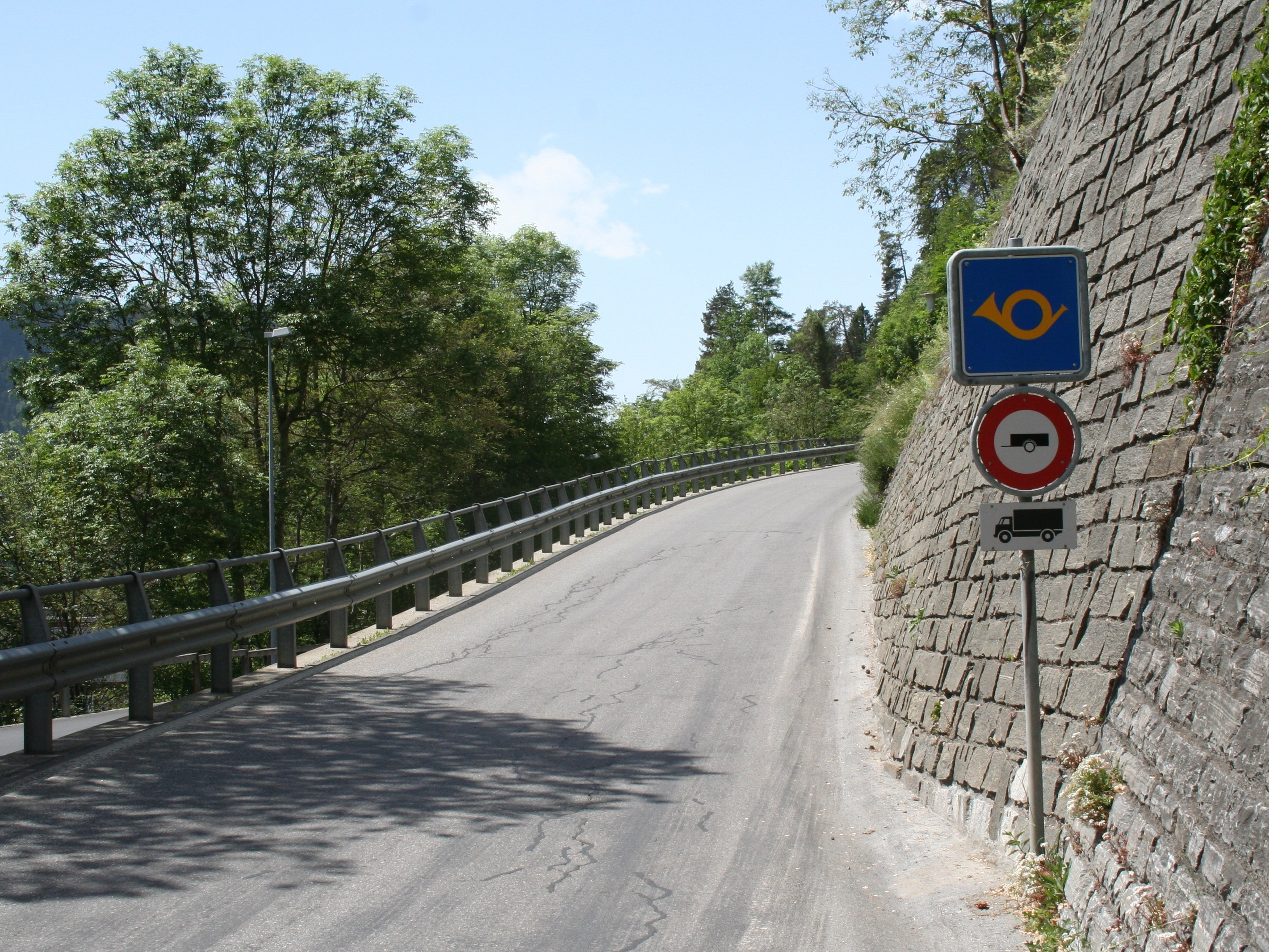
Bergpostweg bij Ruschein

Aanduiding begin bergpostweg, verkeersbord 4.05

Aanduiding einde bergpostweg, verkeersbord 4.06

Een bergpostweg (Duits: Bergpoststrasse) is een bijzondere weg in Zwitserland. Autobussen van de Zwitserse Post hebben altijd voorrang op deze bergwegen en mogen daar de drietonige hoorn voor gebruiken. De drietonige hoorn dient in reguliere dienst op bergwegen voor signalering of waarschuwing, bijvoorbeeld voordat onoverzichtelijke bochten worden genomen; ook autobussen, zoals skibussen, van andere bevoegde bedrijven mogen die voor dit doel gebruiken. Vanuit de traditie van het gebruik van de posthoorn werd de drietonige hoorn ontwikkeld. Op Bergpoststrassen zijn de bussen van PostAuto de enige motorvoertuigen in Zwitserland, naast politie- en hulpvoertuigen, waarvoor meervoudige hoorns zijn toegestaan.

## Geschiedenis
De drietonige hoorn klonk voor het eerst op de bergwegen in 1923. In 1927 reden postbussen over de Flüelapas en werden 39 bergwegen tot bergpostwegen verklaard.

## Juridisch
Het verkeersbord "Bergpoststrasse" (4.05) geeft aan op welke wegen een bestuurder de borden en instructies van de bestuurders van voertuigen in het openbaar vervoer op lastige kruisingen en bij het passeren moet opvolgen (artikel 38 (3) VRV). Waar deze verplichting ophoudt, staat het verkeersbord "Ende der Bergpoststrasse" (4.06).
Voorts is van toepassing: Kennzeichnung besonderer Strassen (verkeerstekens bijzondere wegen), Signalisationsverordnung

## Aantallen
In 1984 bestonden nog 119 bergpostwegen, waarvan in Graubünden 46, in Wallis 39 en in Ticino 16. 

Door verbreding en andere aanpassingen is het niet meer noodzakelijk een weg als bergpostweg te handhaven. 
 Omdat sinds 1992 het beheer van de bergpostwegen in handen is gegeven aan de kantons, ontbreekt het zicht op hoeveel bergpostwegen er nog zijn.

## Bergpostwegen (selectie)
- Reichenbach - Kiental - Griesalp, steilste bergpostweg met maximaal hellingpercentage van 28% (buslijn 220).
- Ilanz - Ruschein - Ladir (buslijnen 422 en 427);
- Schwarzwaldalp: Scheideggstrasse (Bergpoststrasse Rosenlauital - Zwirgi - Lammi) - Scheidegg - Grindelwald - Meiringen / Willigen) (buslijn 164);
- Susch - Flüelapas - Davos (buslijn 331);
- Le Châble – Mauvoisin (buslijn 253);
- (Sion –) Aven – Deborence (buslijn 332);
- Luzern – Hergiswald (buslijn 71);
- Seilbahn St. Jakob – Isental – Altorf (buslijn 405);
- Bristener Strasse: Golzern Seilbahn – Bristen – Amsteg (buslijn 407);
- Göschenenalp – Göschenen (buslijn 411);
- Faldo - Cari (buslijn 119).

## Gewone weg
Niet alle smalle en bochtige bergwegen waarover een bus van PostAuto rijdt, zijn bergpostwegen, maar gewone wegen. De drietonige hoorn mag hier dan ook niet worden gevoerd.

## Weblinks
- Bergpoststrassen Fotos, Bus-Bild.de.
- Bergpoststrasse: Nur auf diesen Postauto-Pfaden ist das wechseltönige Dreiklanghorn erlaubt. NZZ Online, 7 december 2005.